# Правове регулювання
Правове́ регулюва́ння — це упорядкування суспільних відносин, що здійснюється державою за допомогою права і сукупності правових засобів, їх юридичне закріплення, охорона і розвиток.
Держава забезпечує життєдіяльність суспільства як системи через використання влади, а право — через нормативне регулювання. Останнє споконвічне покликано бути стабілізаційним і заспокійливим фактором завдяки принципам волі і справедливості, які містяться у ньому.
Поняття «Правове регулювання» ширше від поняття «Законодавче регулювання», оскільки обсяг джерел права перевищує власне законодавчі джерела.

## Ознаки правового регулювання
- правове регулювання — різновид соціального регулювання;

- за допомогою правового регулювання відносини між суб'єктами набувають певної правової форми, яка має споконвічно державно-владний характер, тобто в юридичних нормах держава вказує міру можливої та належної поведінки;

- правове регулювання має конкретний характер, тому що завжди пов'язане з реальними відносинами;

- правове регулювання має цілеспрямований характер — спрямоване на задоволення законних інтересів суб'єктів права;

- правове регулювання здійснюється за допомогою правових засобів, які забезпечують його ефективність;

- правове регулювання гарантує доведення норм права до їх виконання.

## Сфера правового регулювання
Сфера правового регулювання — це сукупність суспільних відносин, яку можна і необхідно впорядкувати за допомогою права і правових засобів. Інакше, сфера правового регулювання — галузь соціального простору, яка охоплена правом. Це, насамперед, суспільні відносини — економічні, політичні, соціально-культурні. Йдеться про ті суспільні відносини, функціонування яких неможливо без використання правових засобів.
Не все в суспільних відносинах урегульовано правом. Наприклад, не регулюються правом: в галузі економічних відносин — процеси виробництва; в галузі політичних відносин — розробка програм і статутів партій; в галузі духовно-культурних — релігійні відносини та ін. Скласти сферу правового регулювання можуть лише відносини, що піддаються правовому регулюванню. Право регулює конкретні, найсутнісніші, глобальні відносини, що проходять через волю і свідомість людей.
При встановленні сфери правового регулювання слід виходити не стільки із класифікації суспільних відносин (економічних, політичних тощо), скільки із матерії самого права як нормативного регулятора, цілеспрямованість якого — порядок у суспільстві.

## Ознаки сфери правового регулювання
- є соціальною, оскільки право регулює соціальні відносини, а не природні процеси (землетруси, тайфуни, фізико-хімічні явища та ін.);

- є тією сферою соціального простору, де існують суспільні відносини, які можуть врегульовуватися правом, тобто можуть пройти через волю і свідомість людей (не можна регулювати дії, вчинені в стані неосудності або фізичного примусу);

- містить у собі сукупність конкретних суспільних відносин, які потребують врегулювання правом (а не суспільних процесів, що протікають за об'єктивними законами суспільного життя і не потребують регулювання правом);

- охоплює найважливіші суспільні відносини, що у цей момент найбільшим чином зачіпають інтереси суспільства, трудових колективів, організацій, підприємств та ін. Тобто вона не є статичною, змінюється залежно від умов внутрішньої та зовнішньої обстановки, рівня економічного, соціального, духовно-культурного розвитку суспільства;

- має обмежений обсяг охоплення (межі правової регламентації) і не може містити в собі ті соціальні явища, які об'єктивно не допускають формально-юридичного впорядкування (дружба, любов та ін.). Правом не може регламентуватися поведінка людини, її розумова діяльність, особисте життя. Безпосередня праця людини по створенню матеріальних або духовних благ також не регулюється правом, якщо при реалізації своїх інтересів, знань, навичок, умінь, здібностей вона не вторгається в сферу іншої людини, суспільства, держави.

## Класифікації сфер правового регулювання

### За принципом співвідношення можливого і необхідного
- сфера можливого правового регулювання — галузь суспільних відносин, яка може бути врегульована правом;

- сфера необхідного правового регулювання — галузь суспільних відносин, яка повинна бути врегульована правом.

### За характером юридичної діяльності
- сфера законодавчого регулювання — галузь суспільних відносин, фактично регламентована правовими нормами (законодавча діяльність);

- сфера регулювання, що реалізує право — галузь громадського життя, в якій фактично здійснюються правові норми (діяльність, що реалізує право).

### За певними блоками суспільних відносин
- сфера економічних, головним чином майнових, відносин: виробництво, обмін, розподіл. Ці відносини (власності, розподілу, обміну, оплати праці тощо) складають економічну основу суспільства, його каркас і потребують упорядкування;

- сфера політичних, головним чином управлінських відносин усередині країни і на міжнародній арені. Ці відносини (управління справами суспільства і держави з боку громадян, держави, її органів) складають політичну основу суспільства, охоплюють три гілки державної влади — законодавчу, виконавчу, судову. Управління суспільством здійснюється за допомогою механізму субординації (панування — підкорення). У тій частині, де управлінські відносини збігаються з майновими (управління економікою), вони належать до першого блоку;

- сфера соціально-культурних, у тому числі особистих немайнових відносин належить до галузі охорони здоров'я, освіти, культури, науки, соціального забезпечення. Її складають відносини (з приводу освіти, медичної допомоги, наукової діяльності, заняття спортом тощо), що регулюються правом і не входять до сфери економічних і політичних відносин, випливають із охорони і захисту особистих прав і гідності громадян;

- сфера судових і правоохоронних відносин, тобто відносин, пов'язаних з охороною (відверненням і припиненням порушень) суспільного порядку. Боротьбу з правопорушеннями насамперед ведуть такі органи держави, як органи внутрішніх справ, прокуратура, суд.

Сфера правового регулювання піддається зміні: залежно від завдань змінюється зміст правового регулювання, звужується або розширяється його сфера.
Урегульованість правом поведінки людей відбувається через впровадження правових відносин у певну сферу людської діяльності.

## Основні напрямки правового регулювання
- закріплення і охорона нових суспільних відносин. Наприклад, в Україні на конституційному рівні закріплені право на свободу об’єднання в політичні партії і громадські організації, право на підприємницьку діяльність, право приватної власності; охорона довкілля, винаходу, авторства тощо;

- заборона певних суспільних відносин і поведінки, наприклад, посягання на конституційний лад, шлюб між родичами, заснування комерційних банків посадовими особами правоохоронних органів, створення партій у військових формуваннях та ін.;

- зміна характеру відносин у певній сфері, наприклад, розвиток фермерського господарства поряд з колгоспами і радгоспами та ін.;

- стимулювання розвитку певних суспільних відносин, наприклад, стимулювання державою індивідуального будівництва  за допомогою кредитів;

- сприяння (за допомогою нових законів) виникненню і формуванню нових відносин і суспільних явищ. Наприклад, Законом України про референдум уводиться нове суспільне явище — ініціативна група всеукраїнського референдуму. Вона створюється на зборах громадян України, в яких беруть участь не менше ніж 200 осіб, що мають право на участь у референдумі.

## Пріоритетні напрямки правового регулювання в сучасній Україні
- у сфері економічних, майнових відносин — сприяння розвитку ринкових відносин, додержання рівності форм власності (державної, приватної, комунальної);

- у політичній сфері — сприяння розвитку в цивілізованій формі політичного плюралізму за умови додержання громадянського миру і злагоди;

- у сфері управлінських відносин — сприяння ефективній роботі управлінського апарату без збільшення його штату;

- у сфері охорони суспільного порядку — боротьба з корупцією та іншими правопорушеннями, охорона і захист прав і свобод людини і громадянина.

## Методи правового регулювання
Метод правового регулювання — це підхід до впорядкування певного роду суспільних відносин, що зумовлює використання певних юридичних засобів. Як відомо, суспільні відносини є досить різними і неоднорідними за своїм складом, учасниками, причинами їх виникнення та припинення. А отже, ми стикаємося з проблемою, що один і той самий метод не в змозі забезпечити регулювання всіх сфер суспільних відносин. 
Метод правового регулювання характеризується трьома основними чинниками:
- порядок установлення прав та обов'язків
- ступень їхньої визначеності і самостійність дії суб'єктів
- шляхи забезпечення прав і обов'язків

1. Імперативний метод (метод владних вказівок) – це один із основних методів правового регулювання, який передбачає категоричну та детальну регламентацію поведінки учасників правових відносин. Він спирається на субординації і підпорядкуванні, а також використовується для регулювання найбільш значущих для держави інтересів. 
Характерними рисами імперативного методу є:
- Сувора підлеглість одних суб'єктів іншим
- Виконавська дисципліна
- Пряме виконання вказівок юридичними та фізичними особами

Імперативний метод також супроводжують – зобов’язання (право покладає на особу обов'язку активного типу, що спонукає її до вчинення певних юридично значущих дій) та заборони (право покладає на особу юридичний обов'язок пасивного типу, згідно з яким він не має вчиняти певні юридичні дії).
Зміст певної норми доходить до учасників однакових відносин певного типу зверху, від державних органів, що наділені нормотворчими повноваженнями і, як наслідок, характер таких відносин між особами перетворюється на відносини підпорядкованості.
2. Диспозитивний метод – це один із методів правового регулювання, який передбачає впорядкування суспільних відносин за допомогою дозволів, які передбачають вільну саморегуляцію суб'єктами власної поведінки, на основі принципів права.
В даному методі більша перевага надається дозволу, а не зобов'язанню та заборонам, в такому випадку учасники суспільних відносин можуть відступати від визначених у правових актах варіантів поведінки, і самі можуть вирішувати свою роль участі в таких відносинах, а право визначає лише найважливіші моменти їх взаємодії.
Диспозитивний метод здійснюється шляхом:
- Установлення правил, що встановлюють межі дозволеної поведінки
- Субсидіарних правил, які застосовуються тільки в тому разі, якщо особи не домовилась про встановлення певних правил між собою (не забажали або забули їх встановити)
- Правил, що закріплюють принципи правового регулювання певної сфери суспільних відносин.

У цьому випадку, держава поважає автономію суб'єктів, виходить з того, що їм краще відомі особливості відповідних суспільних відносин, визначає можливість децентралізованого правового регулювання.  Цей метод правового регулювання, як правило, реалізується у приватно-правових галузях (цивільне, сімейне, трудове право), але він є характерним і для земельного права, який базується на юридичній рівності сторін у майнових аграрних відносинах..
Поряд з основними методами можуть застосовуватися і додаткові, найпоширенішими серед яких є методи рекомендаційний та заохочення.
3. Рекомендаційний метод – це метод правового регулювання, який полягає у наданні учасникам правових відносин вказівок, що не несуть в собі обов’язкової юридичної сили, стосовно прийнятої для суспільства, ефективної поведінки.
4. Заохочувальний метод – це метод правового регулювання, який передбачає створення таких умов, за наявності яких вибір суб'єктом певного варіанта юридично значущої поведінки надасть йому додаткових матеріальних (наприклад, премія) або нематеріальних благ (додаткові дні відгулу).
Метод використовує стимулювання за допомогою комплексного застосування різних способів правового заохочення такої поведінки суб'єктів, яка є найбільш бажаною для досягнення цілей, що поставлені державою.
Отже, зазначені вище методи правового регулювання містять у собі суттєво різні підходи до впорядкування і організації певної сфери суспільних відносин, а тому не один метод не може використовуватися для врегулювання різних сфер соціальної діяльності суб'єктів.